# Achryson jolyi
Achryson jolyi là một loài bọ cánh cứng trong họ Cerambycidae.